# Вашингтон (Мисури)
Вашингтон (енгл. Washington) град је у америчкој савезној држави Мисури.

## Демографија
По попису из 2010. године број становника је 13.982, што је 739 (5,6%) становника више него 2000. године.
| Група             | 2000.          | 2010.          |
| Белци             | 12.890 (97,3%) | 13.334 (95,4%) |
| Афроамериканци    | 112 (0,8%)     | 96 (0,7%)      |
| Азијати           | 55 (0,4%)      | 76 (0,5%)      |
| Хиспаноамериканци | 88 (0,7%)      | 299 (2,1%)     |
| Укупно            | 13.243         | 13.982         |